# Кристал (Мен)
Кристал (англ. Crystal) — місто (англ. town) в США, в окрузі Арустук штату Мен. Населення — 248 осіб (2020).

## Демографія
Згідно з переписом 2010 року, у місті мешкало 269 осіб у 115 домогосподарствах у складі 84 родин. Було 147 помешкань
Расовий склад населення:
| - 98,9 % — білих - 0,4 % — корінних американців |

До двох чи більше рас належало 0,7 %. Частка іспаномовних становила 0,4 % від усіх жителів.
За віковим діапазоном населення розподілялося таким чином: 17,1 % — особи молодші 18 років, 59,9 % — особи у віці 18—64 років, 23,0 % — особи у віці 65 років та старші. Медіана віку мешканця становила 51,8 року. На 100 осіб жіночої статі у місті припадало 99,3 чоловіків;  на 100 жінок у віці від 18 років та старших — 93,9 чоловіків також старших 18 років.
Середній дохід на одне домашнє господарство  становив 41 538 доларів США (медіана — 29 808), а середній дохід на одну сім'ю — 49 527 доларів (медіана — 37 250). Медіана доходів становила 28 750 доларів для чоловіків та 77 813 долари для жінок. За межею бідності перебувало 22,0 % осіб, у тому числі 28,3 % дітей у віці до 18 років та 16,0 % осіб у віці 65 років та старших.
Цивільне працевлаштоване населення становило 103 особи. Основні галузі зайнятості: будівництво — 17,5 %, освіта, охорона здоров'я та соціальна допомога — 16,5 %, сільське господарство, лісництво, риболовля — 15,5 %.